# دهه ۱۳۳۰ (میلادی)

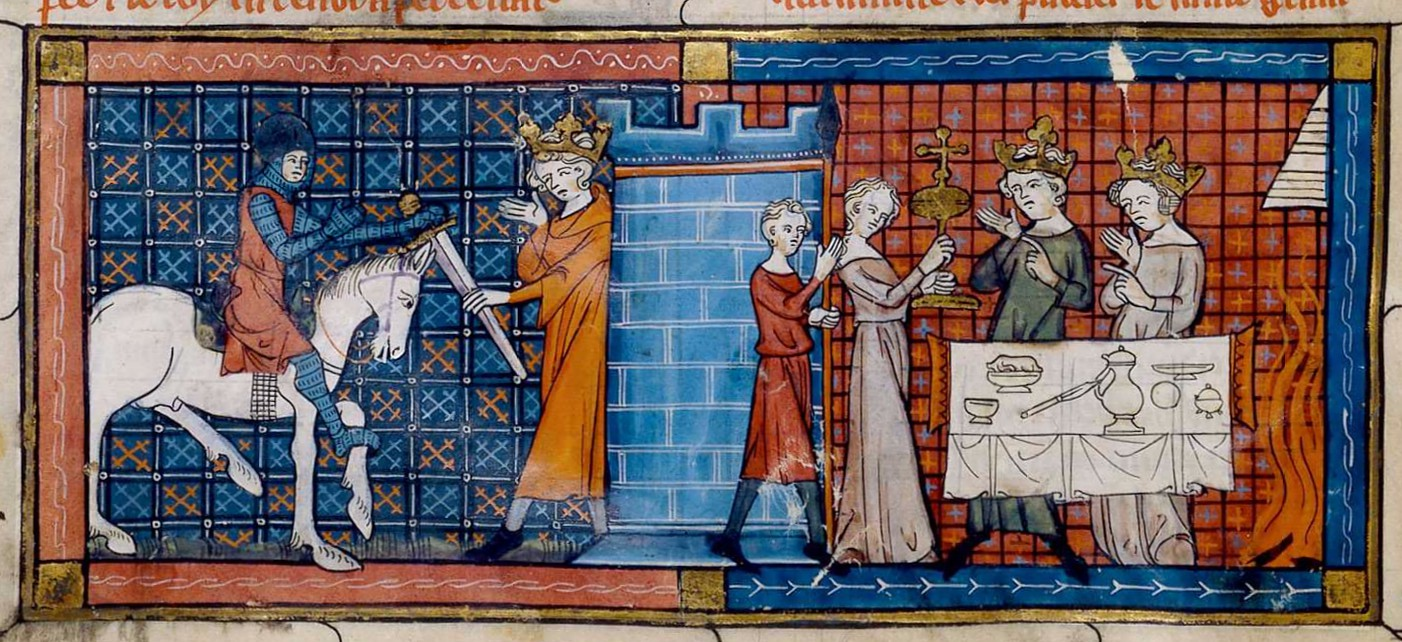
‌.....

دهه ۱۳۳۰ (میلادی) صد و سی و سومین دهه تقویم میلادی است.

## درگذشتگان
‎